# Trybula pospolita
Trybula pospolita (Anthriscus caucalis M.Bieb.) – gatunek rośliny z rodziny selerowatych. Jako gatunek rodzimy występuje w Europie, zachodniej Azji i północnej Afryce. Ponadto rozprzestrzeniony jako antropofit w Ameryce Północnej i Nowej Zelandii. W Polsce rośnie w rozproszeniu na nizinach.

## Morfologia

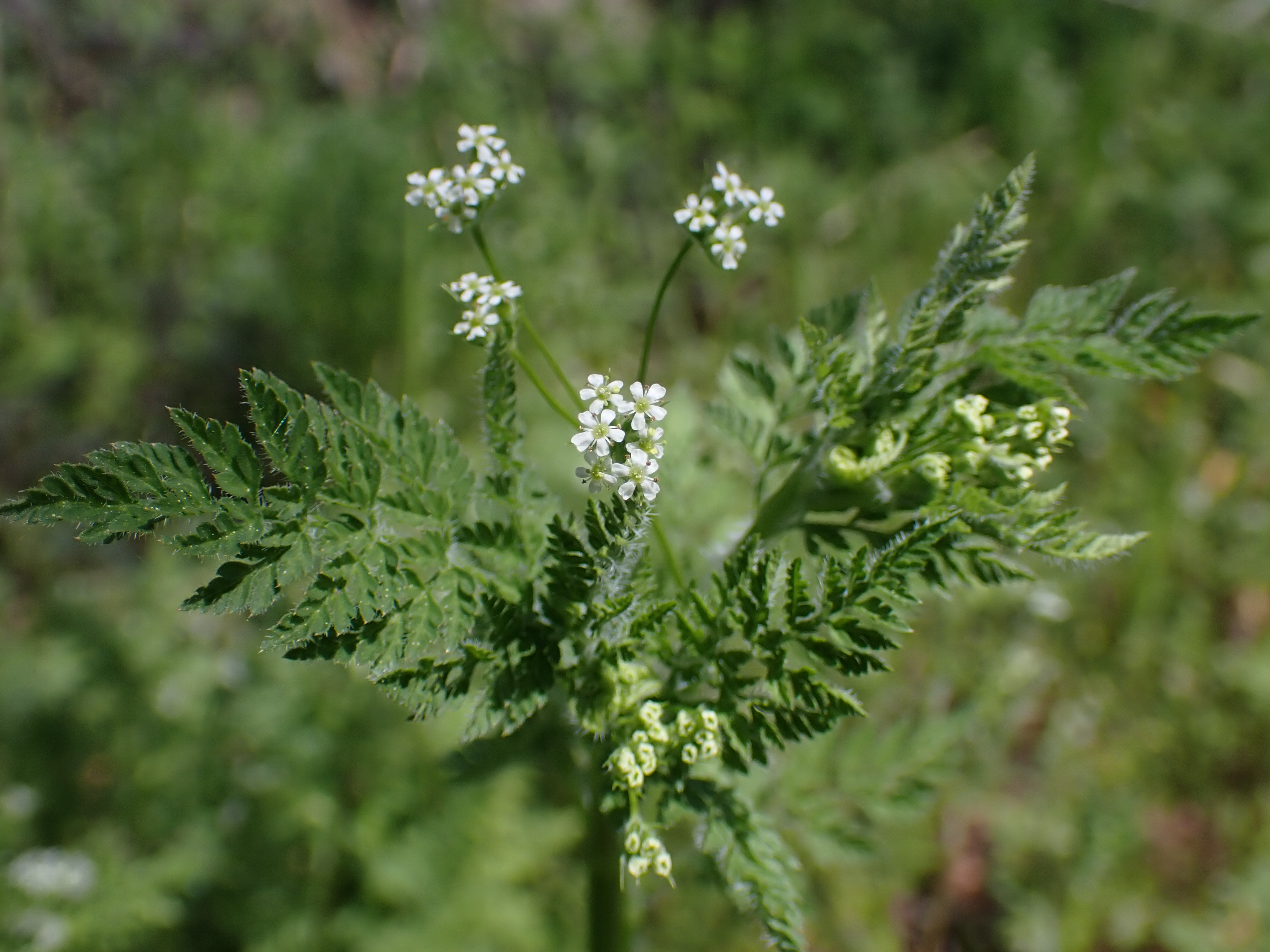
Kwiatostan

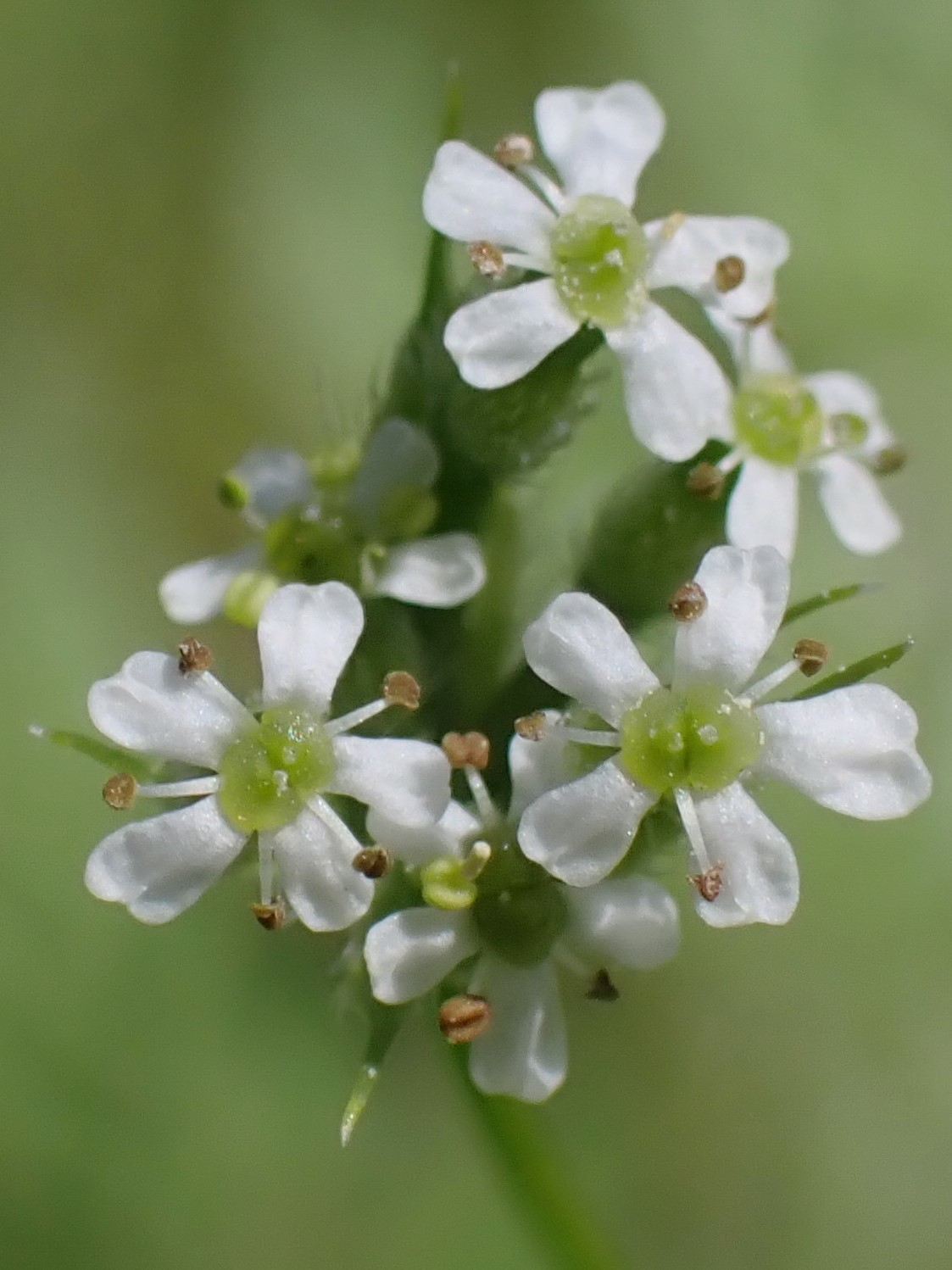
Kwiaty

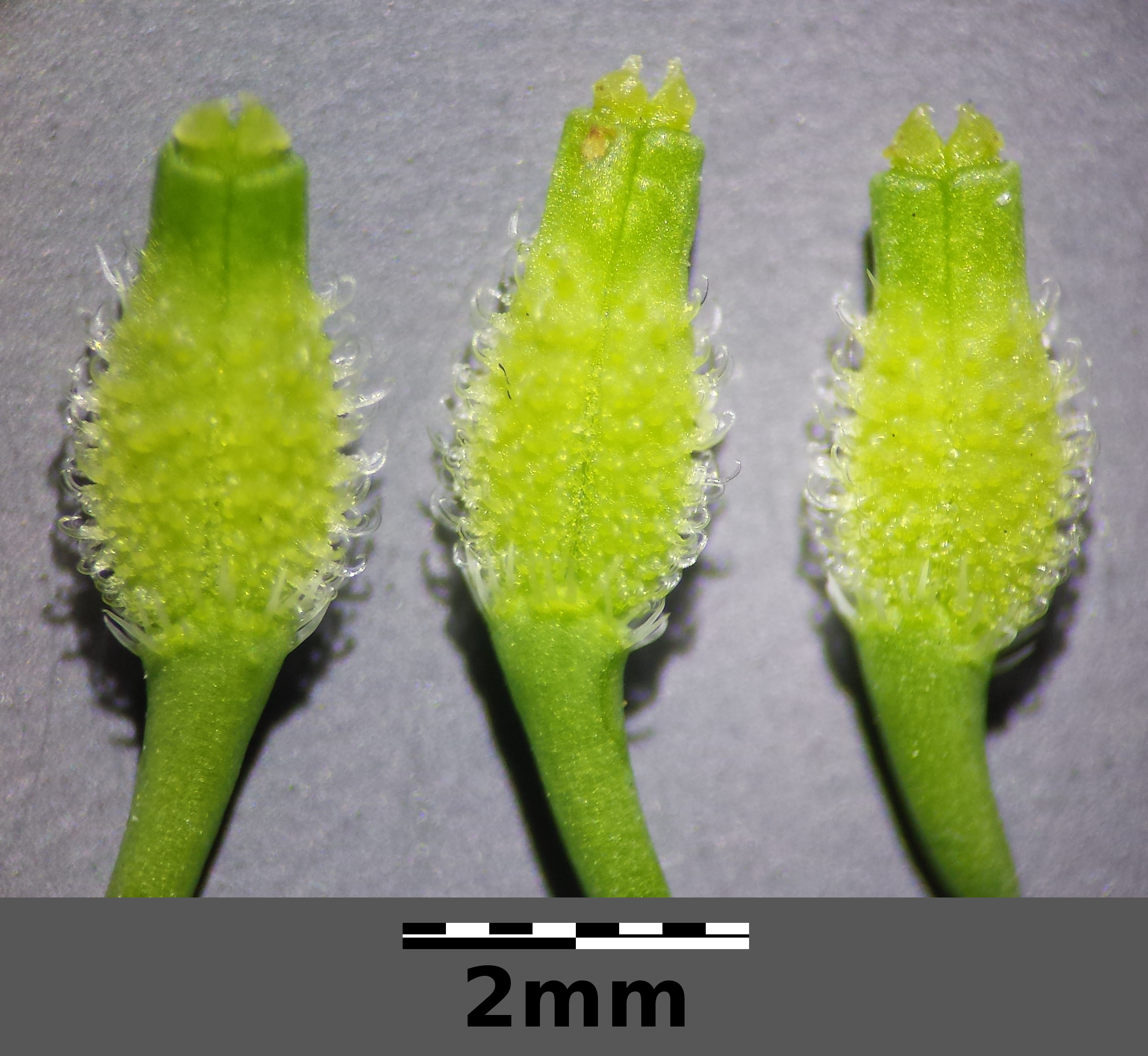
Owoce

ŁodygaObła, naga w górnej części, do 60 cm wysokości.
Liście3-4-kronie pierzaste, z obu stron owłosione. Odcinki jajowate, pierzasto wcinane. Łatki jajowate, tępe.
KwiatyBiałe, zebrane w baldachy. Szypułki nagie. Pokryw brak. Pokrywki wąskolancetowate, orzęsione.
OwocGruszkowaty, długości 3-4 mm, pokryty haczykowatymi szczecinkami, zwężony w dzióbek 3-4 razy od niego krótszy.

## Biologia i ekologia
Roślina jednoroczna. Rośnie na polach i przydrożach. Kwitnie w maju i czerwcu. Gatunek charakterystyczny zespołu Alliario-Chaerophylletum temuli.